# Campeonato Ecuatoriano de Fútbol Femenino Serie B 2019
El Campeonato Ecuatoriano de Fútbol Femenino Serie B 2019, llamado oficialmente Liga de Fútbol Amateur Femenina Serie B fue la 5.ª edición de la Serie B Femenina del fútbol ecuatoriano. El torneo es organizado por la Comisión Nacional de Fútbol Aficionado, anexa a la Federación Ecuatoriana de Fútbol.

## Sistema de competición
El campeonato está conformado por 2 etapas:
En la primera etapa, los 16 equipos participantes se dividieron en 4 grupos de 4 equipos cada uno de acuerdo con su ubicación geográfica, jugando bajo el sistema de todos contra todos en partidos de ida y vuelta. Los 2 mejores ubicados de cada grupo clasificarán a la segunda etapa.
En la segunda etapa, los 8 equipos clasificados de la etapa anterior fueron emparejados en 4 llaves, jugando cuartos, semifinal y final bajo el sistema de eliminación directa en partidos de ida y vuelta, decidiendo de esta manera al campeón del torneo.

Los cuartos de final se jugaron de la siguiente manera:
1.º Grupo A vs. 2.º Grupo A
1.º Grupo B vs. 2.º Grupo B
1.º Grupo C vs. 2.º Grupo C
1.º Grupo D vs. 2.º Grupo D
Los mejores ubicados en la tabla general de la primera etapa jugaron de local los partidos de vuelta en sus respectivas llaves.

## Equipos participantes

### Información de los equipos
| Equipo                             | Ciudad         | Provincia   |
| ---------------------------------- | -------------- | ----------- |
| Cumbaya Spirit                     | Quito          | Pichincha   |
| Corinthians                        | El Empalme     | Guayas      |
| Archivo:SPORT JC FLAG.png Sport Jc | Quito          | Pichincha   |
| Grecia                             | Chone          | Manabi      |
| Los Canarios                       | Puerto López   | Manabi      |
| Antonio Valencia                   | El Carmen      | Manabi      |
| Patria                             | Samborondón    | Guayas      |
| Atlético Durán                     | Durán          | Guayas      |
| Freire Sport                       | Simón Bolívar  | Guayas      |
| Cuenca City                        | Cuenca         | Azuay       |
| Independiente JL                   | Cuenca         | Azuay       |
| Family Sport                       | Valencia       | Los Ríos    |
| Atlético Patricia Pilar            | Patricia Pilar | Los Ríos    |
| Atlético Fluminense                | Babahoyo       | Los Ríos    |
| ESPOL                              | Guayaquil      | Guayas      |
| Dreamers                           | Santa Elena    | Santa Elena |

### Equipos por ubicación geográfica
| Provincia   | N.º | Equipos                                                        |
| ----------- | --- | -------------------------------------------------------------- |
| Guayas      | 5   | - Atlético Durán - ESPOL - Freire Sport - Patria - Corinthians |
| Los Ríos    | 3   | - Atlético Fluminense - Atlético Patricia Pilar - Family Sport |
| Manabí      | 3   | - Antonio Valencia - Los Canarios - Grecia                     |
| Pichincha   | 2   | - Cumbaya Spirit - Academia Sport JC                           |
| Azuay       | 2   | - Cuenca City - Independiente JL                               |
| Santa Elena | 1   | - Dreamers                                                     |

| Cumbaya Spirit Jc Sport ESPOL Freire Sport Patria Antonio Valencia Los Canarios Atlético Durán Cuenca City Independiente JL Atlético Fluminense Atlético Patricia Pilar Dreamers Corinthians Family Sport Grecia |

## Primera Etapa

### Grupo A

#### Clasificación
|  |    | Equipo       | PJ | PG | PE | PP | GF | GC | DG  | PTS |
|  | -- | ------------ | -- | -- | -- | -- | -- | -- | --- | --- |
|  | 1. | Patria       | 6  | 4  | 1  | 1  | 20 | 6  | 14  | 13  |
|  | 2. | Freire Sport | 6  | 3  | 1  | 2  | 9  | 9  | 0   | 10  |
|  | 3. | ESPOL        | 6  | 2  | 2  | 2  | 6  | 7  | -1  | 8   |
|  | 4. | Dreamers     | 6  | 0  | 2  | 3  | 1  | 14 | -13 | 2   |

|  | Clasificaron a la segunda etapa. |
|  | Descendió al Ascenso 2020        |

#### Evolución de la clasificación
| Equipo / Fecha | 01 | 02 | 03 | 04 | 05 | 06 |
| -------------- | -- | -- | -- | -- | -- | -- |
| Patria         | 4  | 2  | 1  | 1  | 1  | 1  |
| Freire Sport   | 1  | 1  | 3  | 2  | 2  | 2  |
| ESPOL          | 3  | 4  | 2  | 3  | 3  | 3  |
| Dreamers       | 2  | 3  | 4  | 4  | 4  | 4  |

#### Resultados
| Fecha 1 | Fecha 1      | Fecha 1   | Fecha 1   | Fecha 1 | Fecha 1                    | Fecha 1          | Fecha 1 | Fecha 1  |
|         | Local        | Resultado | Visitante |         | Estadio                    | Fecha            | Hora    | TV       |
| ------- | ------------ | --------- | --------- | ------- | -------------------------- | ---------------- | ------- | -------- |
|         | Dreamers     | 0 - 0     | ESPOL     |         | Parroquial de Tarifa       | 14 de septiembre | 11:00   | FFEC     |
|         | Freire Sport | 2 - 1     | Patria    |         | Municipal de Simón Bolívar | 14 de septiembre | 14:00   | No Tiene |

| Fecha 2 | Fecha 2      | Fecha 2   | Fecha 2   | Fecha 2 | Fecha 2                    | Fecha 2          | Fecha 2 | Fecha 2  |
|         | Local        | Resultado | Visitante |         | Estadio                    | Fecha            | Hora    | TV       |
| ------- | ------------ | --------- | --------- | ------- | -------------------------- | ---------------- | ------- | -------- |
|         | Freire Sport | 0 - 0     | Dreamers  |         | Municipal de Simón Bolívar | 21 de septiembre | 15:00   | No Tiene |
|         | 'Patria'     | 2 - 0     | ESPOL     |         | Samborondón Arena          | 22 de septiembre | 15:30   | No Tiene |

| Fecha 3 | Fecha 3  | Fecha 3   | Fecha 3      | Fecha 3 | Fecha 3                 | Fecha 3          | Fecha 3 | Fecha 3  |
|         | Local    | Resultado | Visitante    |         | Estadio                 | Fecha            | Hora    | TV       |
| ------- | -------- | --------- | ------------ | ------- | ----------------------- | ---------------- | ------- | -------- |
|         | Dreamers | 0 - 6     | 'Patria'     |         | Parroquial de Tarifa    | 28 de septiembre | 11:30   | No Tiene |
|         | 'ESPOL'  | 3 - 1     | Freire Sport |         | Politécnico del Litoral | 29 de septiembre | 19:30   | No Tiene |

| Fecha 4 | Fecha 4      | Fecha 4   | Fecha 4   | Fecha 4 | Fecha 4                    | Fecha 4       | Fecha 4 | Fecha 4  |
|         | Local        | Resultado | Visitante |         | Estadio                    | Fecha         | Hora    | TV       |
| ------- | ------------ | --------- | --------- | ------- | -------------------------- | ------------- | ------- | -------- |
|         | Freire Sport | 3 - 1     | ESPOL     |         | Municipal de Simón Bolívar | 19 de octubre | 15:00   | No Tiene |
|         | 'Patria'     | 6 - 1     | Dreamers  |         | Samborondón Arena          | 20 de octubre | 15:30   | No Tiene |

| Fecha 5 | Fecha 5  | Fecha 5   | Fecha 5      | Fecha 5 | Fecha 5                 | Fecha 5       | Fecha 5 | Fecha 5  |
|         | Local    | Resultado | Visitante    |         | Estadio                 | Fecha         | Hora    | TV       |
| ------- | -------- | --------- | ------------ | ------- | ----------------------- | ------------- | ------- | -------- |
|         | Dreamers | 0 - 1     | Freire Sport |         | Parroquial de Tarifa    | 26 de octubre | 11:30   | No Tiene |
|         | ESPOL    | 1 - 1     | Patria       |         | Politécnico del Litoral | 27 de octubre | 17:00   | No Tiene |

| Fecha 6 | Fecha 6  | Fecha 6   | Fecha 6      | Fecha 6 | Fecha 6                 | Fecha 6        | Fecha 6 | Fecha 6  |
|         | Local    | Resultado | Visitante    |         | Estadio                 | Fecha          | Hora    | TV       |
| ------- | -------- | --------- | ------------ | ------- | ----------------------- | -------------- | ------- | -------- |
|         | 'ESPOL'  | 1 - 0     | Dreamers     |         | Politécnico del Litoral | 1 de noviembre | 09:00   | No Tiene |
|         | 'Patria' | 4 - 2     | Freire Sport |         | Samborondón Arena       | 2 de noviembre | 11:30   | No Tiene |

### Grupo B

#### Clasificación
|  |    | Equipo           | PJ | PG | PE | PP | GF | GC | DG  | PTS |
|  | -- | ---------------- | -- | -- | -- | -- | -- | -- | --- | --- |
|  | 1. | Antonio Valencia | 4  | 3  | 1  | 0  | 15 | 1  | 14  | 10  |
|  | 2. | Grecia           | 4  | 1  | 1  | 2  | 4  | 15 | -11 | 4   |
|  | 3. | Corinthians      | 4  | 0  | 2  | 2  | 4  | 7  | -3  | 2   |
|  | 4. | Los Canarios     | 0  | 0  | 0  | 0  | 0  | 0  | 0   | 0   |

|  | Clasificaron a la segunda etapa. |

#### Evolución de la clasificación
| Equipo / Fecha   | 01 | 02 | 03 | 04 | 05 | 06 |
| ---------------- | -- | -- | -- | -- | -- | -- |
| Antonio Valencia | 1  | 1  | 1  | 1  |    |    |
| Grecia           | 4  | 4  | 2  | 2  |    |    |
| Corinthians      | 2  | 3  | 4  | 3  |    |    |
| Los Canarios     | 3  | 2  | 3  | 4  | 4  | 4  |

#### Resultados
| Fecha 1 | Fecha 1     | Fecha 1   | Fecha 1          | Fecha 1 | Fecha 1        | Fecha 1          | Fecha 1        | Fecha 1        |
|         | Local       | Resultado | Visitante        |         | Estadio        | Fecha            | Hora           | TV             |
| ------- | ----------- | --------- | ---------------- | ------- | -------------- | ---------------- | -------------- | -------------- |
|         | Grecia      | 0 - 2     | Antonio Valencia |         | Homero Andrade | 14 de septiembre | 13:00          | No Tiene       |
|         | Corinthians | -         | Los Canarios     |         | No se programó | No se programó   | No se programó | No se programó |

| Fecha 2 | Fecha 2          | Fecha 2   | Fecha 2      | Fecha 2 | Fecha 2               | Fecha 2          | Fecha 2        | Fecha 2        |
|         | Local            | Resultado | Visitante    |         | Estadio               | Fecha            | Hora           | TV             |
| ------- | ---------------- | --------- | ------------ | ------- | --------------------- | ---------------- | -------------- | -------------- |
|         | Antonio Valencia | 2 - 0     | Corinthians  |         | Isauro Cevallos Muñoz | 21 de septiembre | 15.00          | No Tiene       |
|         | Grecia           | -         | Los Canarios |         | No se programó        | No se programó   | No se programó | No se programó |

| Fecha 3 | Fecha 3      | Fecha 3   | Fecha 3          | Fecha 3 | Fecha 3               | Fecha 3          | Fecha 3        | Fecha 3        |
|         | Local        | Resultado | Visitante        |         | Estadio               | Fecha            | Hora           | TV             |
| ------- | ------------ | --------- | ---------------- | ------- | --------------------- | ---------------- | -------------- | -------------- |
|         | Corinthians  | 2 - 3     | 'Grecia'         |         | Isauro Cevallos Muñoz | 28 de septiembre | 16.00          | No Tiene       |
|         | Los Canarios | -         | Antonio Valencia |         | No se programó        | No se programó   | No se programó | No se programó |

| Fecha 4 | Fecha 4          | Fecha 4   | Fecha 4      | Fecha 4 | Fecha 4        | Fecha 4        | Fecha 4        | Fecha 4        |
|         | Local            | Resultado | Visitante    |         | Estadio        | Fecha          | Hora           | TV             |
| ------- | ---------------- | --------- | ------------ | ------- | -------------- | -------------- | -------------- | -------------- |
|         | Grecia           | 1 - 1     | Corinthians  |         | Homero Andrade | 19 de octubre  | 13:00          | No Tiene       |
|         | Antonio Valencia | -         | Los Canarios |         | No se programó | No se programó | No se programó | No se programó |

| Fecha 5 | Fecha 5      | Fecha 5   | Fecha 5          | Fecha 5 | Fecha 5               | Fecha 5        | Fecha 5        | Fecha 5        |
|         | Local        | Resultado | Visitante        |         | Estadio               | Fecha          | Hora           | TV             |
| ------- | ------------ | --------- | ---------------- | ------- | --------------------- | -------------- | -------------- | -------------- |
|         | Corinthians  | 1 - 1     | Antonio Valencia |         | Isauro Cevallos Muñoz | 26 de octubre  | 15:00          | No Tiene       |
|         | Los Canarios | -         | Grecia           |         | No se programó        | No se programó | No se programó | No se programó |

| Fecha 6 | Fecha 6          | Fecha 6   | Fecha 6     | Fecha 6 | Fecha 6               | Fecha 6        | Fecha 6        | Fecha 6        |
|         | Local            | Resultado | Visitante   |         | Estadio               | Fecha          | Hora           | TV             |
| ------- | ---------------- | --------- | ----------- | ------- | --------------------- | -------------- | -------------- | -------------- |
|         | Antonio Valencia | 10 - 0    | Grecia      |         | Isauro Cevallos Muñoz | 2 de noviembre | 15:00          | No Tiene       |
|         | Los Canarios     | -         | Corinthians |         | No se programó        | No se programó | No se programó | No se programó |

### Grupo C

#### Clasificación
|  |    | Equipo                  | PJ | PG | PE | PP | GF | GC | DG | PTS |
|  | -- | ----------------------- | -- | -- | -- | -- | -- | -- | -- | --- |
|  | 1. | Atlético Fluminense     | 6  | 5  | 0  | 1  | 16 | 5  | 9  | 15  |
|  | 2. | Family Sport            | 6  | 2  | 2  | 2  | 10 | 14 | -6 | 8   |
|  | 3. | Atlético Durán          | 6  | 2  | 1  | 3  | 7  | 11 | -2 | 7   |
|  | 4. | Atlético Patricia Pilar | 6  | 1  | 1  | 4  | 9  | 12 | -1 | 4   |

|  | Clasificaron a la segunda etapa. |

#### Evolución de la clasificación
| Equipo / Fecha               | 01 | 02 | 03 | 04 | 05 | 06 |
| ---------------------------- | -- | -- | -- | -- | -- | -- |
| Atlético Fluminense femenino | 1  | 3  | 1  | 1  | 1  | 1  |
| Family Sport                 | 3  | 2  | 3  | 2  | 3  | 2  |
| Atlético Durán               | 2  | 1  | 2  | 4  | 2  | 3  |
| Atlético Patricia Pilar      | 4  | 4  | 4  | 3  | 4  | 4  |

#### Resultados
| Fecha 1 | Fecha 1             | Fecha 1   | Fecha 1                 | Fecha 1 | Fecha 1               | Fecha 1          | Fecha 1 | Fecha 1  |
|         | Local               | Resultado | Visitante               |         | Estadio               | Fecha            | Hora    | TV       |
| ------- | ------------------- | --------- | ----------------------- | ------- | --------------------- | ---------------- | ------- | -------- |
|         | Atlético Fluminense | 4 - 0     | Atlético Patricia Pilar |         | Julio Salinas Rizzo   | 14 de septiembre | 14:00   | No Tiene |
|         | Family Sport        | 2 - 2     | Atlético Durán          |         | Municipal de Valencia | 15 de septiembre | 14:00   | No Tiene |

| Fecha 2 | Fecha 2        | Fecha 2   | Fecha 2                 | Fecha 2 | Fecha 2               | Fecha 2          | Fecha 2 | Fecha 2  |
|         | Local          | Resultado | Visitante               |         | Estadio               | Fecha            | Hora    | TV       |
| ------- | -------------- | --------- | ----------------------- | ------- | --------------------- | ---------------- | ------- | -------- |
|         | Atlético Durán | 3 - 2     | Atlético Patricia Pilar |         | Pablo Sandiford       | 21 de septiembre | 18:00   | No Tiene |
|         | Family Sport   | 3 - 2     | Atlético Fluminense     |         | Municipal de Valencia | 22 de septiembre | 13:00   | No Tiene |

| Fecha 3 | Fecha 3                 | Fecha 3   | Fecha 3        | Fecha 3 | Fecha 3             | Fecha 3          | Fecha 3 | Fecha 3  |
|         | Local                   | Resultado | Visitante      |         | Estadio             | Fecha            | Hora    | TV       |
| ------- | ----------------------- | --------- | -------------- | ------- | ------------------- | ---------------- | ------- | -------- |
|         | Atlético Fluminense     | 3 - 0     | Atlético Durán |         | Julio Salinas Rizzo | 29 de septiembre | 12:30   | No Tiene |
|         | Atlético Patricia Pilar | 5 - 0     | Family Sport   |         | Furucawa            | 29 de septiembre | 15:00   | No Tiene |

| Fecha 4 | Fecha 4        | Fecha 4   | Fecha 4                 | Fecha 4 | Fecha 4               | Fecha 4       | Fecha 4 | Fecha 4  |
|         | Local          | Resultado | Visitante               |         | Estadio               | Fecha         | Hora    | TV       |
| ------- | -------------- | --------- | ----------------------- | ------- | --------------------- | ------------- | ------- | -------- |
|         | Family Sport   | 1 - 1     | Atlético Patricia Pilar |         | Municipal de Valencia | 20 de octubre | 14:00   | No Tiene |
|         | Atlético Durán | 0 - 1     | Atlético Fluminense     |         | Pablo Sandiford       | 20 de octubre | 18:00   | No Tiene |

| Fecha 5 | Fecha 5                 | Fecha 5   | Fecha 5        | Fecha 5 | Fecha 5             | Fecha 5       | Fecha 5 | Fecha 5  |
|         | Local                   | Resultado | Visitante      |         | Estadio             | Fecha         | Hora    | TV       |
| ------- | ----------------------- | --------- | -------------- | ------- | ------------------- | ------------- | ------- | -------- |
|         | Atlético Fluminense     | 3 - 1     | Family Sport   |         | Julio Salinas Rizzo | 26 de octubre | 15:00   | No Tiene |
|         | Atlético Patricia Pilar | 0 - 1     | Atlético Durán |         | Furucawa            | 27 de octubre | 14:00   | No Tiene |

| Fecha 6 | Fecha 6                 | Fecha 6   | Fecha 6             | Fecha 6 | Fecha 6         | Fecha 6        | Fecha 6 | Fecha 6  |
|         | Local                   | Resultado | Visitante           |         | Estadio         | Fecha          | Hora    | TV       |
| ------- | ----------------------- | --------- | ------------------- | ------- | --------------- | -------------- | ------- | -------- |
|         | Atlético Patricia Pilar | 1 - 3     | Atlético Fluminense |         | Furucawa        | 3 de noviembre | 15:00   | No Tiene |
|         | Atlético Durán          | 1 - 3     | Family Sport        |         | Pablo Sandiford | 3 de noviembre | 17:00   | No Tiene |

### Grupo D

#### Clasificación
|  |    | Equipo           | PJ | PG | PE | PP | GF | GC | DG | PTS |
|  | -- | ---------------- | -- | -- | -- | -- | -- | -- | -- | --- |
|  | 1. | Sport JC         | 2  | 2  | 0  | 0  | 4  | 2  | 2  | 6   |
|  | 2. | Cumbaya Spirit   | 2  | 0  | 0  | 2  | 2  | 4  | -2 | 0   |
|  | 3. | Independiente JL | 0  | 0  | 0  | 0  | 0  | 0  | 0  | 0   |
|  | 4. | Cuenca City      | 0  | 0  | 0  | 0  | 0  | 0  | 0  | 0   |

|  | Clasificaron a la segunda etapa. |

#### Evolución de la clasificación
| Equipo / Fecha   | 01 | 02 | 03 | 04 | 05 | 06 |
| ---------------- | -- | -- | -- | -- | -- | -- |
| Sport Jc         | 1  | 1  | 1  | 1  | 1  | 1  |
| Cumbaya Spirit   | 2  | 2  | 2  | 2  | 2  | 2  |
| Cuenca City      | 3  | 3  | 3  | 3  | 3  | 3  |
| Independiente JL | 4  | 4  | 4  | 4  | 4  | 4  |

#### Resultados
| Fecha 1 | Fecha 1          | Fecha 1   | Fecha 1        | Fecha 1 | Fecha 1                              | Fecha 1          | Fecha 1        | Fecha 1        |
|         | Local            | Resultado | Visitante      |         | Estadio                              | Fecha            | Hora           | TV             |
| ------- | ---------------- | --------- | -------------- | ------- | ------------------------------------ | ---------------- | -------------- | -------------- |
|         | Sport JC         | 2 - 1     | Cumbaya Spirit |         | Universitario de las Fuerzas Armadas | 14 de septiembre | 09:30          | No Tiene       |
|         | Independiente JL | -         | Cuenca City    |         | No se programó                       | No se programó   | No se programó | No se programó |

| Fecha 2 | Fecha 2          | Fecha 2   | Fecha 2        | Fecha 2 | Fecha 2        | Fecha 2        | Fecha 2        | Fecha 2        |
|         | Local            | Resultado | Visitante      |         | Estadio        | Fecha          | Hora           | TV             |
| ------- | ---------------- | --------- | -------------- | ------- | -------------- | -------------- | -------------- | -------------- |
|         | Independiente JL | -         | Sport JC       |         | No se programó | No se programó | No se programó | No se programó |
|         | Cuenca City      | -         | Cumbaya Spirit |         | No se programó | No se programó | No se programó | No se programó |

| Fecha 3 | Fecha 3        | Fecha 3   | Fecha 3          | Fecha 3 | Fecha 3        | Fecha 3        | Fecha 3        | Fecha 3        |
|         | Local          | Resultado | Visitante        |         | Estadio        | Fecha          | Hora           | TV             |
| ------- | -------------- | --------- | ---------------- | ------- | -------------- | -------------- | -------------- | -------------- |
|         | Cumbaya Spirit | -         | Independiente JL |         | No se programó | No se programó | No se programó | No se programó |
|         | Sport JC       | -         | Cuenca City      |         | No se programó | No se programó | No se programó | No se programó |

| Fecha 4 | Fecha 4          | Fecha 4   | Fecha 4        | Fecha 4 | Fecha 4        | Fecha 4        | Fecha 4        | Fecha 4        |
|         | Local            | Resultado | Visitante      |         | Estadio        | Fecha          | Hora           | TV             |
| ------- | ---------------- | --------- | -------------- | ------- | -------------- | -------------- | -------------- | -------------- |
|         | Independiente JL | -         | Cumbaya Spirit |         | No se programó | No se programó | No se programó | No se programó |
|         | Cuenca City      | -         | Sport JC       |         | No se programó | No se programó | No se programó | No se programó |

| Fecha 5 | Fecha 5        | Fecha 5   | Fecha 5          | Fecha 5 | Fecha 5        | Fecha 5        | Fecha 5        | Fecha 5        |
|         | Local          | Resultado | Visitante        |         | Estadio        | Fecha          | Hora           | TV             |
| ------- | -------------- | --------- | ---------------- | ------- | -------------- | -------------- | -------------- | -------------- |
|         | Sport JC       | -         | Independiente JL |         | No se programó | No se programó | No se programó | No se programó |
|         | Cumbaya Spirit | -         | Cuenca City      |         | No se programó | No se programó | No se programó | No se programó |

| Fecha 6 | Fecha 6        | Fecha 6   | Fecha 6          | Fecha 6 | Fecha 6              | Fecha 6        | Fecha 6        | Fecha 6        |
|         | Local          | Resultado | Visitante        |         | Estadio              | Fecha          | Hora           | TV             |
| ------- | -------------- | --------- | ---------------- | ------- | -------------------- | -------------- | -------------- | -------------- |
|         | Cumbaya Spirit | 1 - 2     | Sport JC         |         | Casa de la Selección | 1 de noviembre | 10:00          | No Tiene       |
|         | Cuenca City    | -         | Independiente JL |         | No se programó       | No se programó | No se programó | No se programó |

## Segunda Etapa
|  | Cuartos de final                   | Cuartos de final                   | Cuartos de final     | Cuartos de final     |                                    |                                    | Semifinales           | Semifinales           | Semifinales           | Semifinales           |                                    |                                    | Final                | Final                | Final                | Final                |  |
|  | 9 al 17 de noviembre               | 9 al 17 de noviembre               | 9 al 17 de noviembre | 9 al 17 de noviembre |                                    |                                    | 23 al 30 de noviembre | 23 al 30 de noviembre | 23 al 30 de noviembre | 23 al 30 de noviembre |                                    |                                    | 14 y 21 de diciembre | 14 y 21 de diciembre | 14 y 21 de diciembre | 14 y 21 de diciembre |  |
|  |                                    |                                    |                      |                      |                                    |                                    |                       |                       |                       |                       |                                    |                                    |                      |                      |                      |                      |  |
|  |                                    |                                    |                      |                      |                                    |                                    |                       |                       |                       |                       |                                    |                                    |                      |                      |                      |                      |  |
|  | Archivo:SPORT JC FLAG.png Sport JC | Archivo:SPORT JC FLAG.png Sport JC | -                    |                      |                                    |                                    |                       |                       |                       |                       |                                    |                                    |                      |                      |                      |                      |  |
|  | Archivo:SPORT JC FLAG.png Sport JC | Archivo:SPORT JC FLAG.png Sport JC | -                    |                      |                                    |                                    |                       |                       |                       |                       |                                    |                                    |                      |                      |                      |                      |  |
|  | Cumbaya Spirit                     | Cumbaya Spirit                     | -                    |                      |                                    |                                    |                       |                       |                       |                       |                                    |                                    |                      |                      |                      |                      |  |
|  | Cumbaya Spirit                     | Cumbaya Spirit                     | -                    |                      | Archivo:SPORT JC FLAG.png Sport JC | Archivo:SPORT JC FLAG.png Sport JC | 1                     | 5                     |                       |                       |                                    |                                    |                      |                      |                      |                      |  |
|  |                                    |                                    |                      |                      | Archivo:SPORT JC FLAG.png Sport JC | Archivo:SPORT JC FLAG.png Sport JC | 1                     | 5                     |                       |                       |                                    |                                    |                      |                      |                      |                      |  |
|  |                                    |                                    | Patria               | Patria               | 1                                  | 1                                  |                       |                       |                       |                       |                                    |                                    |                      |                      |                      |                      |  |
|  | Patria                             | Patria                             | Patria               | Patria               | 1                                  | 1                                  | 3                     |                       |                       |                       |                                    |                                    |                      |                      |                      |                      |  |
|  | Patria                             | Patria                             |                      |                      |                                    |                                    |                       |                       |                       |                       |                                    |                                    |                      |                      |                      |                      |  |
|  | Freire Sport                       | Freire Sport                       | 0                    |                      |                                    |                                    |                       |                       |                       |                       |                                    |                                    |                      |                      |                      |                      |  |
|  | Freire Sport                       | Freire Sport                       | 0                    |                      |                                    |                                    |                       |                       |                       |                       | Archivo:SPORT JC FLAG.png Sport JC | Archivo:SPORT JC FLAG.png Sport JC | 1                    | 4                    |                      |                      |  |
|  |                                    |                                    |                      |                      |                                    |                                    |                       |                       |                       |                       | Archivo:SPORT JC FLAG.png Sport JC | Archivo:SPORT JC FLAG.png Sport JC | 1                    | 4                    |                      |                      |  |
|  |                                    |                                    | Atlético Fluminense  | Atlético Fluminense  | 1                                  | 0                                  |                       |                       |                       |                       |                                    |                                    |                      |                      |                      |                      |  |
|  | Antonio Valencia                   | Antonio Valencia                   | Atlético Fluminense  | Atlético Fluminense  | 1                                  | 0                                  | 0                     |                       |                       |                       |                                    |                                    |                      |                      |                      |                      |  |
|  | Antonio Valencia                   | Antonio Valencia                   |                      |                      |                                    |                                    |                       |                       |                       |                       |                                    |                                    |                      |                      |                      |                      |  |
|  | Grecia                             | Grecia                             | 2                    |                      |                                    |                                    |                       |                       |                       |                       |                                    |                                    |                      |                      |                      |                      |  |
|  | Grecia                             | Grecia                             | 2                    |                      | Antonio Valencia                   | Antonio Valencia                   | 2                     | 1                     |                       |                       |                                    |                                    |                      |                      |                      |                      |  |
|  |                                    |                                    |                      |                      | Antonio Valencia                   | Antonio Valencia                   | 2                     | 1                     |                       |                       |                                    |                                    |                      |                      |                      |                      |  |
|  |                                    |                                    | Atlético Fluminense  | Atlético Fluminense  | 4                                  | 0                                  |                       |                       |                       |                       |                                    |                                    |                      |                      |                      |                      |  |
|  | Atlético Fluminense                | Atlético Fluminense                | Atlético Fluminense  | Atlético Fluminense  | 4                                  | 0                                  | 2                     |                       |                       |                       |                                    |                                    |                      |                      |                      |                      |  |
|  | Atlético Fluminense                | Atlético Fluminense                |                      |                      |                                    |                                    |                       |                       |                       |                       |                                    |                                    |                      |                      |                      |                      |  |
|  | Family Sport                       | Family Sport                       | 1                    |                      |                                    |                                    |                       |                       |                       |                       |                                    |                                    |                      |                      |                      |                      |  |
|  | Family Sport                       | Family Sport                       | 1                    |                      |                                    |                                    |                       |                       |                       |                       |                                    |                                    |                      |                      |                      |                      |  |
|  |                                    |                                    |                      |                      |                                    |                                    |                       |                       |                       |                       |                                    |                                    |                      |                      |                      |                      |  |

### Cuartos de final
| 9 de noviembre de 2019, 14:00 | Freire Sport | 0:3 | Patria | Estadio Municipal, Simón Bolívar |  |

| 17 de noviembre de 2019, 16:30 | Patria | vs. | Freire Sport | Estadio Arenas de Samborondón, Samborondón |  |

| 9 de noviembre de 2019, 12:30 | Grecia | 2:0 | Antonio Valencia | Estadio Homero Andrade, Chone |  |

| 16 de noviembre de 2019, 11:00 | Antonio Valencia | vs. | Grecia | Estadio Isauro Cevallos Muñoz, El Carmen |  |

| 10 de noviembre de 2019, 14:00 | Family Sport | 1:2 | Atlético Fluminense | Estadio Municipal, Valencia |  |

| 17 de noviembre de 2019, 12:30 | Atlético Fluminense | vs. | Family Sport | Estadio Julio Salinas Rizzo, Baba |  |

| No se programó | Cumbaya Spirit | vs. | Archivo:SPORT JC FLAG.png Sport JC | Casa de la Selección, Quito |  |

| 16 de noviembre de 2019, 10:00 | Sport JC Archivo:SPORT JC FLAG.png | vs. | Cumbaya Spirit | Estadio Universitario de las Fuerzas Armadas, Sangolquí |  |

### Semifinales
| 24 de noviembre de 2019, 11:45 FFEC | Patria | 1:1 | Archivo:SPORT JC FLAG.png Sport JC | Estadio Alejandro Ponce Noboa, Guayaquil |  |

| 30 de noviembre de 2019, 09:00 | Sport JC Archivo:SPORT JC FLAG.png | 5:1 | Patria | Estadio Universitario de las Fuerzas Armadas, Sangolquí |  |

| 23 de noviembre de 2019, 14:00 | Atlético Fluminense | 4:2 | Antonio Valencia | Estadio Julio Salinas Rizzo, Baba |  |

| 30 de noviembre de 2019, 14:00 | Antonio Valencia | 1:0 | Atlético Fluminense | Estadio Isauro Cevallos Muñoz, El Carmen |  |

### Final
| 14 de diciembre de 2019, 13:00 | Atlético Fluminense | 1:1 | Archivo:SPORT JC FLAG.png Sport JC | Estadio Julio Salinas Rizzo, Baba |  |

| 21 de diciembre de 2019, 09:00 | Sport JC Archivo:SPORT JC FLAG.png | 4:0 | Atlético Fluminense | Estadio Universitario de las Fuerzas Armadas, Sangolquí |  |

| Archivo:SPORT JC FLAG.png   |
| Sport JC Campeón 1.° Título |